# Estádio Ilha do Retiro
Das Estádio Ilha do Retiro (offiziell Estádio Adelmar da Costa Carvalho) ist ein Fußballstadion in der brasilianischen Stadt Recife. Es bietet Platz für 30.520 Zuschauer und dient dem Verein Sport Recife als Heimstätte.

## Geschichte
Das Estádio Ilha do Retiro in Recife, der Hauptstadt des brasilianischen Bundesstaates Pernambuco im Nordosten des Landes, wurde im Jahre 1937 erbaut und am 4. Juli des gleichen Jahres eröffnet. Dem neuen Stadion gab man den Namen Ilha do Retiro, in Anlehnung an das Stadtviertel von Recife, in dem es erbaut wurde. Später wurde der Name des Stadions geändert und man nannte es nach Adelmar da Costa Carvalho (1909–1990), einem früheren Präsidenten von Sport Recife, Estádio Adelmar da Costa Carvalho. Allerdings ist der alte Name weiterhin sehr populär. Seit 1937 nutzt der Verein Sport Recife das Ilha do Retiro als Austragungsort für Heimspiele im Fußball.
Das Estádio Ilha do Retiro ist nach dem Estádio do Arruda von Santa Cruz FC, das Platz bietet für 60.000 Zuschauer, das zweitgrößte Fußballstadion in Recife. Es hat heutzutage eine Kapazität von 30.520 Zuschauerplätzen. Die Rekordkulisse im Stadion wurde erreicht, als am 7. Juni 1998 CA do Porto im Rahmen der Staatsmeisterschaft von Pernambuco in Recife gastierte und 56.875 Zuschauer kamen, um den 2:0-Erfolg von Sport Recife zu sehen. Es ist jedoch festzustellen, dass das Stadion zu diesem Spiel überfüllt war, was früher im brasilianischen Fußball nicht unüblich war. Generell bot das Estádio Ilha do Retiro auch schon in der Vergangenheit Platz für etwa 30.000 Zuschauern. Mit dieser Kapazität war das Stadion ein Austragungsort der Fußball-Weltmeisterschaft 1950, deren Ausrichtung sich Brasilien sichern konnte. Bei dem Turnier fand ein Spiel, das Vorrundenspiel zwischen den Nationalmannschaften von Chile und den Vereinigten Staaten, das mit 5:2 für Erstgenannte endete, im damals größten Stadion von Recife statt.